# Yoko Ngwengwe
Yoko Ngwengwe (ur. 12 grudnia 1970) – kongijski piłkarz występujący na pozycji pomocnika.

## Kariera klubowa
W swojej karierze Ngwengwe występował w zespole DC Motema Pembe.

## Kariera reprezentacyjna
W 1994 roku Ngwengwe został powołany do reprezentacji Zairu na Puchar Narodów Afryki. Nie zagrał jednak na nim w żadnym meczu, a Zair odpadł z turnieju w ćwierćfinale.